# Sikap (plaats)
Sikap is een bestuurslaag in het regentschap Karo van de provincie Noord-Sumatra, Indonesië. Sikap telt 1297 inwoners (volkstelling 2010).